# تلفزيون الصين المركزي 5 بلس
سي سي تي في-5 + (سبورتس بلس) (بالصينية: 中国中央电视台体育赛事频道) سي سي تي في-إتش دي سابقًا هي قناة تلفزيون الصين المركزي وهي مصممة لبث الأحداث الرياضية بدقة عالية. تم اختبارها في بكين في 1 يناير 2008، وإطلاقها رسميًا في 30 يونيو 2008 باسم سي سي تي-إتش دي. تم إنشاء سي سي تي في-إتش دي خصيصًا لأولمبياد صيف 2008 ولأولمبياد صيف 2008 للمعاقين.
نظرًا لوجود المزيد والمزيد من قنوات البث عالي الدقة في الصين، قررت سي سي تي في تغيير اسم القناة إلى «سي سي تي في-5 + سبورت بلس» منذ 18 أغسطس 2013. هذه هي القناة الرياضية الثانية من قنوات تلفزيون الصين المركزي.
كانت هذه القناة كانت متاحة في السابق فقط لمقدمي الكابلات / الأقمار الصناعية المحددين، لكنها متاحة الآن على نطاق واسع.

## روابط خارجية
- باللغة الصينية